# Chelsea Football Club Reservas y Academia
El Chelsea Football Club Reserves es un club de fútbol conformado por reservas y es filial del Chelsea Football Club de la Premier League de Inglaterra. Juegan en la División 1 de la Professional Development League, la cual es la máxima categoría en la liga de reservas de Inglaterra.  El equipo fue fundado en 1948 por Billy Birrell, quien supervisó un programa de desarrollo de futbolistas jóvenes. Sin embargo, el equipo no ganaría su primer título de liga sino hasta la temporada 2010-11, cuando se proclamaron campeones de la Premier Reserve League Luego, en la temporada 2013-14 obtuvieron su segundo título de liga cuando ganaron la Professional Development League. El equipo se compone principalmente de jugadores de la categoría Sub-23, aunque ocasionalmente los jugadores del primer equipo desempeñan partidos en la reserva, por ejemplo cuando se están recuperando de una lesión. Actualmente, el entrenador de las reservas es Adi Viveash, quien previamente trabajó como entrenador del equipo Sub-18.
El Chelsea Football Club Academy es otro club filial conformado por juveniles. Son miembros de la Professional Development League y el equipo se compone principalmente de jugadores de la categoría Sub-18, aunque también los jugadores de la categoría Sub-16 pueden desempeñar partidos con el equipo. El equipo nunca ha ganado un campeonato de liga, aunque se ha proclamado campeón de la FA Youth Cup en 7 ocasiones (1960, 1961, 2010 2012, 2014, 2015 y 2016). El actual entrenador del equipo juvenil es Jody Morris. Es considerada una de las mejores canteras en el fútbol inglés. Grandes jugadores iniciaron su carrera en esta cantera, como los hermanos Ron y Allan Harris, Peter Bonetti, Bobby Tambling, Barry Bridges, Bert Murray, John Hollins, Peter Osgood, Ray Wilkins, Graeme Le Saux, Bobby Smith, Terry Venables, Jimmy Greaves y John Terry, entre muchos otros, nutriendo a la Selección de Inglaterra de gran talento joven y poniéndose a la par de grandes canteras como la del Manchester United, la del Manchester City o la del Arsenal.
Neil Bath es el jefe de desarrollo juvenil en la academia y es el responsable de todas las categorías juveniles, desde la Sub-8 hasta la Sub-16. A su vez, Michael Emenalo es el actual director deportivo del club y es el responsable del reclutamiento de jugadores tanto para el primer equipo como para las reservas y la academia.
Desde la temporada 2013-14 el equipo Sub-23 juega sus partidos como local en el Recreation Ground, estadio que pertenece al Aldershot Town. El equipo Sub-18 juega sus partidos como local en el Cobham Training Centre ubicado en Surrey. De manera ocasional, ambos equipos disputan sus encuentros en Stamford Bridge para partidos importantes.

## Equipo Sub-23
Actualizado el 3 de julio de 2023.

## Equipo Sub-18
Actualizado el 12 de agosto de 2021.

## Canteranos destacados

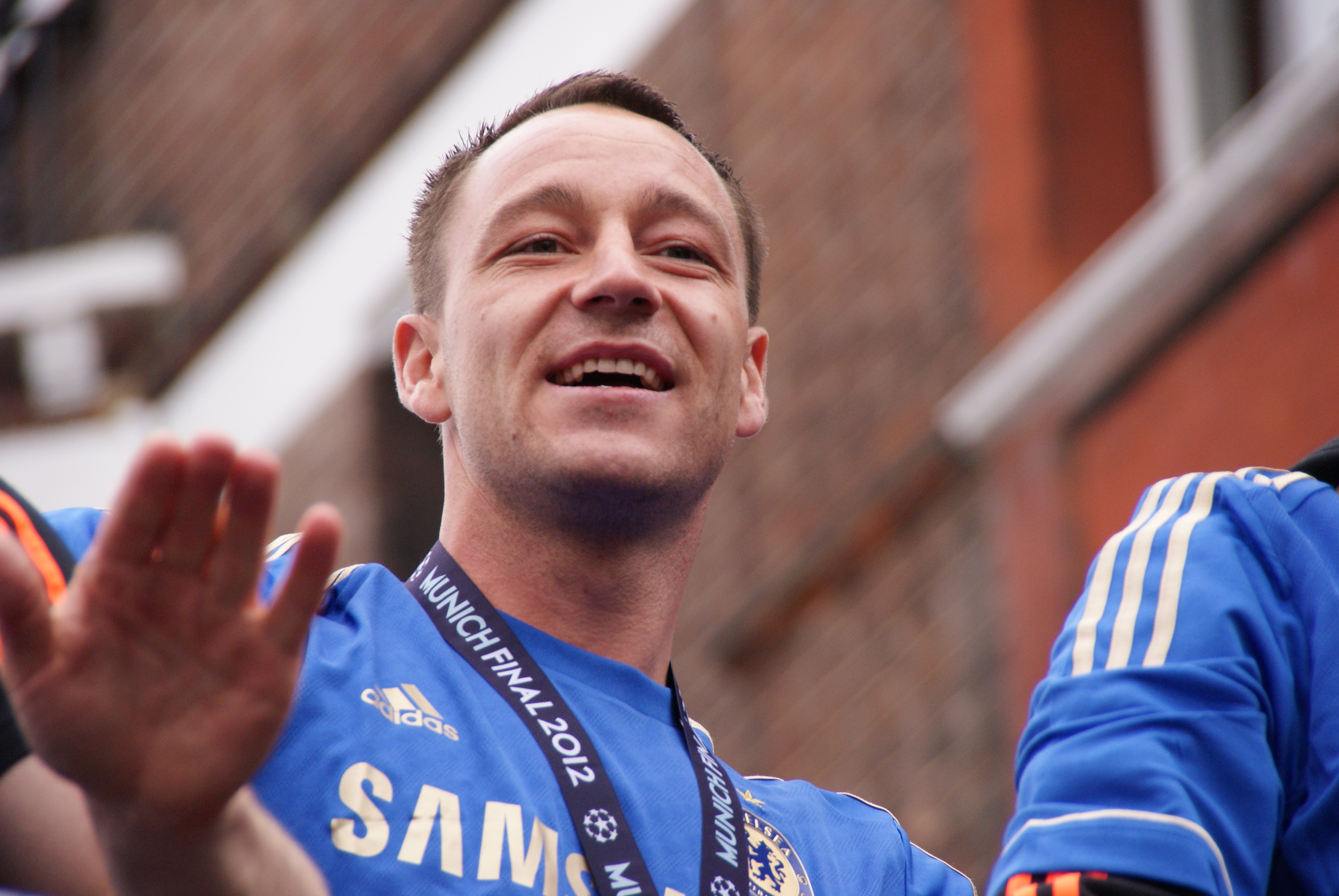
John Terry, símbolo del Chelsea en la actualidad.

Esta es una lista de jugadores surgidos de la cantera del Chelsea que han participado en al menos una ocasión con sus selecciones nacionales. Los futbolistas en negritas son jugadores que actualmente pertenecen al club, incluyendo aquellos que se encuentran cedidos en otros equipos.
| - Bertrand Traoré - Victorien Angban - Tomáš Kalas - Andreas Christensen - Bobby Smith - Peter Brabrook - Jimmy Greaves - Ken Shellito - Barry Bridges - Bobby Tambling - Peter Bonetti - Terry Venables - Bert Murray - Allan Harris - Ron Harris - John Hollins | - Peter Osgood - Alan Hudson - Ray Wilkins - Graeme Le Saux - John Terry - Carlton Cole - Ryan Bertrand - Mikael Forssell - Robert Huth - Nick Colgan - Ben Sahar - Fabio Borini - Frank Sinclair - Junior Mendes - Jeffrey Bruma | - Patrick van Aanholt - Neil Etheridge - James Younghusband - Phil Younghusband - Craig Burley - Liam Bridcutt - Tommy Law - Warren Cummings - Aziz Deen-Conteh - Miroslav Stoch - Dean Furman - Gökhan Töre - Andrew Crofts - Andy King - Gareth Hall |

## Canterano del año
| Año  | Ganador            |
| ---- | ------------------ |
| 1983 | Keith Dublin       |
| 1984 | Robert Isaac       |
| 1985 | Gareth Hall        |
| 1986 | Mick Bodley        |
| 1987 | Jason Cundy        |
| 1988 | Eddie Cunnington   |
| 1989 | No se entregó      |
| 1990 | No se entregó      |
| 1991 | Andy Myers         |
| 1992 | Zeke Rowe          |
| 1993 | Neil Shipperley    |
| 1994 | Mark Nicholls      |
| 1995 | Chris McCann       |
| 1996 | Jody Morris        |
| 1997 | Nick Crittenden    |
| 1998 | John Terry         |
| 1999 | Samuele Dalla Bona |
| 2000 | Rhys Evans         |

| Año  | Ganador             |
| ---- | ------------------- |
| 2001 | Leon Knight         |
| 2002 | Carlton Cole        |
| 2003 | Robert Huth         |
| 2004 | Robert Huth         |
| 2005 | Robert Huth         |
| 2006 | Lassana Diarra      |
| 2007 | John Obi Mikel      |
| 2008 | Equipo U-18         |
| 2009 | Michael Mancienne   |
| 2010 | Equipo U-18         |
| 2011 | Josh McEachran      |
| 2012 | Lucas Piazon        |
| 2013 | Nathan Aké          |
| 2014 | Lewis Baker         |
| 2015 | Kurt Zouma          |
| 2016 | Ruben Loftus-Cheek  |
| 2017 | No se entregó       |
| 2018 | Andreas Christensen |

| Año  | Ganador            |
| ---- | ------------------ |
| 2019 | Callum Hudson-Odoi |

### Debutantes (1992-presente)
Desde el comienzo de la Premier League en 1992, los siguientes futbolistas surgidos de la cantera han hecho su debut con el primer equipo en competiciones oficiales. Los futbolistas en negritas son jugadores que actualmente pertenecen al club, incluyendo aquellos que se encuentran cedidos en otros equipos.
| Jugador            | Actual Equipo   | Lugar de Nacimiento | Participación internacional | Debut                                                        | Entrenador      |
| ------------------ | --------------- | ------------------- | --------------------------- | ------------------------------------------------------------ | --------------- |
| Neil Shipperley    | Retirado        | Chatham             | Inglaterra Sub-21           | A los 18 años vs Southampton, 10 de abril de 1993            | David Webb      |
| Michael Duberry    | Retirado        | Enfield             | Inglaterra Sub-21           | A los 18 años vs Coventry City, 4 de mayo de 1994            | Glenn Hoddle    |
| Jody Morris        | Retirado        | Hammersmith         | Inglaterra Sub-21           | A los 17 años vs Middlesbrough, 4 de febrero de 1996         | Glenn Hoddle    |
| Mark Nicholls      | Retirado        | Hillingdon          |                             | A los 19 años vs Leicester City, 12 de octubre de 1996       | Ruud Gullit     |
| Neil Clement       | Retirado        | Reading             | Inglaterra Sub-18           | A los 19 años vs West Ham United, 21 de diciembre de 1996    | Ruud Gullit     |
| Paul Hughes        | Retirado        | Hammersmith         |                             | A los 21 años vs Derby County United, 18 de enero de 1997    | Ruud Gullit     |
| Nick Colgan        | Retirado        | Drogheda            | Seleccionado de Irlanda     | A los 24 años vs West Ham United United, 12 de marzo de 1997 | Ruud Gullit     |
| Joe Sheerin        | Retirado        | Hammersmith         |                             | A los 18 años vs Wimbledon, 22 de abril de 1997              | Ruud Gullit     |
| Steven Hampshire   | Retirado        | Edinburgo           |                             | A los 16 años vs Blackburn Rovers, 15 de octubre de 1997     | Ruud Gullit     |
| Nick Crittenden    | Dorchester Town | Bracknell           |                             | A los 19 años vs Southampton, 19 de noviembre de 1997        | Ruud Gullit     |
| Jon Harley         | Retirado        | Maidstone           | Inglaterra Sub-21           | A los 19 años vs Derby County, 5 de abril de 1998            | Gianluca Vialli |
| John Terry         | Chelsea         | Barking             | Seleccionado de Inglaterra  | A los 17 años vs Aston Villa, 28 de octubre de 1998          | Gianluca Vialli |
| Mikael Forssell    | HJK             | Steinfurt           | Seleccionado de Finlandia   | A los 19 años vs Arsenal, 13 de enero de 1999                | Gianluca Vialli |
| Rob Wolleaston     | Retirado        | Perivale            |                             | A los 19 años vs Huddersfield Town, 13 de octubre de 1999    | Gianluca Vialli |
| Samuele Dalla Bona | Retirado        | San Donà di Piave   | Italia Sub-21               | A los 18 años vs Feyenoord, 24 de noviembre de 1999          | Gianluca Vialli |
| Leon Knight        | Retirado        | Hackney             | Inglaterra Sub-20           | A los 19 años vs Levski Sofia, 27 de septiembre de 2001      | Claudio Ranieri |

## Palmarés

### Reservas
- Professional Development League - League 1
  - (1): 2013-14.
- Premier Reserve League - Campeón del Sur
  - (1): 2010-11.
- Premier Reserve League - Campeón Nacional
  - (1): 2011.
- The Football Combination
  - (11): 1948-49, 1954-55, 1957-58, 1959-60, 1960-61, 1964-65, 1974-75, 1976-77, 1984-85, 1990-91, 1993-94.
- London Challenge Cup
  - (5): 1919-20, 1926-27, 1949-50, 1959-60, 1960-61.

### Juveniles
- UEFA Youth League
  - (2): 2014-15, 2015-16.
- FA Youth Cup
  - (9): 1959-60, 1960-61, 2009-10, 2011-12, 2013-14, 2014-15, 2015-16, 2016-17, 2017-18.
- Junior Northern Ireland Youth Soccer Tournament (Sub-15)
  - (1): 2010.